# Mesoleptidea prosoleuca
Mesoleptidea prosoleuca är en stekelart som först beskrevs av Johann Ludwig Christian Gravenhorst 1820.  Mesoleptidea prosoleuca ingår i släktet Mesoleptidea och familjen brokparasitsteklar. Arten är reproducerande i Sverige. Inga underarter finns listade i Catalogue of Life.